# 21e étape du Tour de France 2005
Pour un article plus général, voir Tour de France 2005.
La 21e étape du Tour de France 2005 a relié la ville de Corbeil-Essonnes à Paris pour l'arrivée finale le 24 juillet 2005. D'une longueur de 144,5 km elle se conclut comme traditionnellement par un circuit dans Paris que les coureurs franchissent 8 fois avant que ne se juge l'arrivée finale.

## L'étape

### Déroulement de la course
Le peloton, comme il est souvent de tradition, s'est neutralisé pendant l'étape. Les mauvaises conditions de route dues à la pluie n'ont pas favorisé les échappés. La direction de course a même décidé que, vu le danger de la route mouillée, les temps des classements généraux seraient définis à l'entrée du circuit de Paris et non à l'arrivée, comme l'autorise le règlement.
Le peloton arrive finalement groupé à 3 km de l'arrivée et c'est Fabian Cancellara suivi par Bradley McGee et Alexandre Vinokourov qui parviennent à lancer une dernière attaque juste avant l'entrée du tunnel du Louvre. À la flamme rouge, McGee attaque, suivi comme son ombre par Vinokourov qui le passe dans les derniers hectomètres pour cueillir une belle victoire devant tous les spécialistes du sprint.

## Résultats

### Classement de l'étape
| Classement de la 21e étape | Classement de la 21e étape | Classement de la 21e étape | Classement de la 21e étape | Classement de la 21e étape |
|                            | Coureur                    | Pays                       | Équipe                     | Temps                      |
| -------------------------- | -------------------------- | -------------------------- | -------------------------- | -------------------------- |
| 1er                        | Alexandre Vinokourov       | KAZ                        | T-Mobile                   | en 3 h 40 min 57 s         |
| 2e                         | Bradley McGee              | AUS                        | La Française des jeux      | m.t.                       |
| 3e                         | Fabian Cancellara          | SUI                        | Fassa Bortolo              | m.t.                       |
| 4e                         | Robbie McEwen              | AUS                        | Davitamon-Lotto            | m.t.                       |
| 5e                         | Stuart O'Grady             | AUS                        | Cofidis                    | m.t.                       |
| 6e                         | Allan Davis                | AUS                        | Liberty Seguros-Würth      | m.t.                       |
| 7e                         | Thor Hushovd               | NOR                        | Crédit agricole            | m.t.                       |
| 8e                         | Baden Cooke                | AUS                        | La Française des jeux      | m.t.                       |
| 9e                         | Bernhard Eisel             | AUT                        | La Française des jeux      | m.t.                       |
| 10e                        | Robert Förster             | GER                        | Gerolsteiner               | m.t.                       |
| modifier                   |                            |                            |                            |                            |

### Sprints intermédiaires
1er Sprint intermédiaire à Châtenay-Malabry (75 km)
| Premier   | Alexandre Vinokourov, 6 P. et 6 s |
| Second    | Levi Leipheimer, 4 P. et 4 s      |
| Troisième | Fabian Wegmann, 2 P. et 2 s       |

2e Sprint intermédiaire sur l'Avenue des Champs-Élysées (107 km)
| Premier   | Michael Albasini, 6 P. et 6 s |
| Second    | Cédric Vasseur, 4 P. et 4 s   |
| Troisième | Nicolas Jalabert, 2 P. et 2 s |

### Côtes
Côte de Gif-sur-Yvette Catégorie 4 (57 km)
| Premier   | Lance Armstrong, 3 P.   |
| Second    | Peter Wrolich, 2 P.     |
| Troisième | Christophe Moreau, 1 P. |

## Classements à l'issue de l'étape

### Classement général
| Classement général à l'issue de la 21e étape | Classement général à l'issue de la 21e étape | Classement général à l'issue de la 21e étape | Classement général à l'issue de la 21e étape | Classement général à l'issue de la 21e étape |
|                                              | Coureur                                      | Pays                                         | Équipe                                       | Temps                                        |
| -------------------------------------------- | -------------------------------------------- | -------------------------------------------- | -------------------------------------------- | -------------------------------------------- |
| 1er                                          | dés-attribué                                 | Ø                                            | Ø                                            | en 86 h 15 min 02 s                          |
| 2e                                           | Ivan Basso                                   | ITA                                          | Team CSC                                     | +4 min 40 s                                  |
| 3e                                           | dés-attribué                                 |                                              |                                              |                                              |
| 4e                                           | Francisco Mancebo                            | ESP                                          | Illes Balears                                | +9 min 59 s                                  |
| 5e                                           | Alexandre Vinokourov                         | KAZ                                          | T-Mobile                                     | +11 min 01 s                                 |
| 6e                                           | Levi Leipheimer                              | USA                                          | Gerolsteiner                                 | +11 min 21 s                                 |
| 7e                                           | Michael Rasmussen                            | DEN                                          | Rabobank                                     | +11 min 33 s                                 |
| 8e                                           | Cadel Evans                                  | AUS                                          | Davitamon-Lotto                              | +11 min 55 s                                 |
| 9e                                           | Floyd Landis                                 | USA                                          | Phonak                                       | +12 min 44 s                                 |
| 10e                                          | Óscar Pereiro                                | ESP                                          | Phonak                                       | +16 min 04 s                                 |
| modifier                                     |                                              |                                              |                                              |                                              |

### Classement par points
| Classement par points | Classement par points | Classement par points | Classement par points | Classement par points |
| --------------------- | --------------------- | --------------------- | --------------------- | --------------------- |
|                       | Coureur               | Pays                  | Équipe                | Point(s)              |
| 1er                   | Thor Hushovd          | NOR                   | Crédit agricole       | 194 points            |
| 2e                    | Stuart O'Grady        | AUS                   | Cofidis               | 182 pts               |
| 3e                    | Robbie McEwen         | AUS                   | Davitamon-Lotto       | 178 pts               |
| modifier              |                       |                       |                       |                       |

### Classement du meilleur grimpeur
| Classement du meilleur grimpeur | Classement du meilleur grimpeur | Classement du meilleur grimpeur | Classement du meilleur grimpeur | Classement du meilleur grimpeur |
| ------------------------------- | ------------------------------- | ------------------------------- | ------------------------------- | ------------------------------- |
|                                 | Coureur                         | Pays                            | Équipe                          | Point(s)                        |
| 1er                             | Michael Rasmussen               | DEN                             | Rabobank                        | 185 points                      |
| 2e                              | Óscar Pereiro                   | ESP                             | Phonak                          | 155 pts                         |
| 3e                              | dés-attribué                    |                                 |                                 |                                 |
| modifier                        |                                 |                                 |                                 |                                 |

### Classement du meilleur jeune
| Classement général du meilleur jeune | Classement général du meilleur jeune | Classement général du meilleur jeune | Classement général du meilleur jeune | Classement général du meilleur jeune |
|                                      | Coureur                              | Pays                                 | Équipe                               | Temps                                |
| ------------------------------------ | ------------------------------------ | ------------------------------------ | ------------------------------------ | ------------------------------------ |
| 1er                                  | Yaroslav Popovych                    | UKR                                  | Discovery Channel                    | en 86 h 34 min 04 s                  |
| 2e                                   | Andrey Kashechkin                    | KAZ                                  | Crédit agricole                      | +9 min 02 s                          |
| 3e                                   | Alberto Contador                     | ESP                                  | Liberty Seguros-Würth                | +44 min 23 s                         |
| modifier                             |                                      |                                      |                                      |                                      |

### Classement par équipes
| Classement par équipes | Classement par équipes | Classement par équipes | Classement par équipes |
|                        | Équipe                 | Pays                   | Temps                  |
| ---------------------- | ---------------------- | ---------------------- | ---------------------- |
| 1re                    | T-Mobile               | Allemagne              | en 256 h 10 min 29 s   |
| 2e                     | Discovery Channel      | États-Unis             | + 14 min 57 s          |
| 3e                     | Team CSC               | Danemark               | + 25 min 15 s          |
| modifier               |                        |                        |                        |